# Atari Mega STE
O Atari Mega STE foi um computador baseado no processador Motorola 68000. Lançado em 1991, foi o último na série Atari ST a usar este processador. O computador é montado na caixa de um Atari TT030.
O Mega STE possui uma entrada de expansão VMEBus. Essa abertura permite a entrada de cartões de expansão, que aprimoram o sistema do computador de várias formas, como os gráficos ou a Ethernet.
Comparado a sistemas posteriores, a CPU pode funcionar a 16 MHz para melhorar a velocidade de processamento.